# تين تافوكت (آيت عمر القبلانية)
تين تافوكت هو دُوَّار يقع بجماعة آيت ميلك، إقليم شتوكة آيت باها، جهة سوس ماسة في المملكة المغربية. ينتمي الدوّار لمشيخة آيت عمر القبلانية التي تضم 12 دوار. يقدر عدد سكانه بـ 335 نسمة حسب الإحصاء الرسمي للسكان والسكنى لسنة 2004.

## روابط خارجية
- البوابة الوطنية للجماعات الترابية نسخة محفوظة 12 مارس 2018 على موقع واي باك مشين.
- المندوبية السامية للتخطيط